# Zdole, Kozje
Zdole so naselje v Občini Kozje.